# ウィルソン・S・ビッセル
ウィルソン・シャノン・ビッセル（英語: Wilson Shannon Bissell 1847年12月31日 - 1903年10月6日）は、アメリカの弁護士、政治家。
1869年にイェール大学を卒業。在学中は秘密結社スカル・アンド・ボーンズに所属していた:489。
1873年、友人の前エリー郡保安官グロヴァー・クリーヴランドらと法律事務所を開業。1888年、大統領候補人の立候補者として民主党に入党。1893年、クリーヴランドが米大統領（2期目）に就任。ビッセルは1893年から2年間、郵政長官を務めた。1896年の民主党全国大会では代議員（delegate）となった。
1902年にニューヨーク州立大学バッファロー校の学長となったが、翌年に死去。